# Nättjärnen (Grangärde socken, Dalarna)
Nättjärnen är en sjö i Ludvika kommun i Dalarna och ingår i Norrströms huvudavrinningsområde. Sjön har en area på 0,262 kvadratkilometer och ligger 286,6 meter över havet. Vid provfiske har abborre, gädda och mört fångats i sjön.

## Delavrinningsområde
Nättjärnen ingår i det delavrinningsområde (665181-144168) som SMHI kallar för Ovan Nordtjärnsälven. Medelhöjden är 310 meter över havet och ytan är 87 kvadratkilometer. Det finns inga avrinningsområden uppströms utan avrinningsområdet är högsta punkten. Rällsälven (Nittälven) som avvattnar avrinningsområdet har biflödesordning 3, vilket innebär att vattnet flödar genom totalt 3 vattendrag innan det når havet efter 282 kilometer. Avrinningsområdet består mestadels av skog (75 procent). Avrinningsområdet har 3,82 kvadratkilometer vattenytor vilket ger det en sjöprocent på 4,4 procent.